# Jonathan LaPaglia
Jonathan LaPaglia (Adelaida, Australia Meridional; 31 de agosto de 1969) es un actor australiano, más conocido por haber interpretado a Frank Parker en la serie Seven Days, a Kevin Debreno en The District y a Hector en The Slap.

## Biografía
Es hijo del italiano Gedio "Eddie" LaPaglia un mecánico/vendedor de autos y de la holandesa Maria Brendel-Johannes una secretaria.
Sus hermanos mayores son el actor Anthony LaPaglia y Michael LaPaglia, un vendedor mayorista de autos. 
Antes de convertirse en actor Jonathan trabajó como médico en Australia.
En 1998 Jonathan se casó con la actriz Ursula Brooks. La pareja tiene una hija, Tilly.

## Carrera
En 1996 obtuvo su primer papel en la televisión cuando se unió al elenco de la serie New York Undercover donde interpretó al nuevo detective Tommy McNamara y compañero del detective Temple Page (Sean Patrick Thomas) hasta 1997. Ese mismo año obtuvo un pequeño papel en la película Deconstructing Harry donde interpretó al primer asistente de cámaras.
En 1998 se unió al elenco de la serie Seven Days donde interpretó al teniente y capitán de la marina de los Estados Unidos Frank B. Parker, un ex-SEAL de la Armada y exagente de la CIA hasta el final de la serie en 2001.
En 2001 se unió al elenco principal de la serie The District donde interpretó al detective Kevin Debreno hasta el final de la serie en 2004.
En 2008 apareció como personaje recurrente en la serie norteamericana Cold Case donde interpretó al abogado Curtis Bell. Ese mismo año apareció como invitado en las series NCIS: Naval Criminal Investigative Service donde interpretó al agente especial del NCIS Brent Langer y en la serie sobrenatural Moonlight donde interpretó a Jackson Monaghan.
En 2011 se unió al elenco principal de la serie The Slap donde interpretó a Hector, un atractivo hombre que trabaja en seguridad financiera, está casado con Aisha (Sophie Okonedo) con quien tiene dos hijos y se siente atraído por la joven Connie (Sophie Lowe) quien trabaja con su esposa, sin embargo todo se complica cuando su primo Harry (Alex Dimitriades) golpea a Hugo (Julian Mineo), por lo que su esposa apoya a Hugo mientras que la lealtad de Hector se debate entre si debe apoyar a su esposa o apoyar a su familia extendida. Esta serie fue su primera participación en una producción australiana.
Ese mismo año apareció en la película The Hit List donde interpretó al detective Neil McKay, junto a Cuba Gooding Jr. y Cole Hauser.
En 2012 se unió al elenco principal de la serie Underbelly: Badness donde interpretó al jefe y criminal Anthony "Badness" Perish. La serie siguió la historia de los eventos ocurridos en Sídney entre 2001 y 2011 en donde Perish realizaba sus actividades delictivas bajo la nariz de los policías quienes no se habían dado cuenta.
En abril de 2013 se anunció que Jonathan se había unido al elenco del drama Love Child donde dará vida al doctor Patrick McNaughton, la miniserie estará conformada por ocho episodios y contará con la participación de los actores Ryan Corr, Jessica Marais y Mandy McElhinney.
Ese mismo año apareció como invitado en la serie Camp donde interpretó a Steve, el exesposo de Mackenzie Granger (Rachel Griffiths), la directora del campamento.

## Filmografía

### Series de televisión
| Año         | Título                       | Personaje                | Notas                                 |
| ----------- | ---------------------------- | ------------------------ | ------------------------------------- |
| 2013 - 2016 | Love Child                   | Dr. Patrick McNaughton   | 26 episodios                          |
| 2014        | The Mentalist                | John Acardo              | episodio "Il Tavolo Bianco"           |
| 2013        | Camp                         | Steve                    | 2 episodios                           |
| 2012        | Underbelly: Badness          | Anthony "Badness" Perish | 8 episodios                           |
| 2011        | The Slap                     | Hector                   | 8 episodios                           |
| 2008 - 2010 | Cold Case                    | Curtis Bell              | 10 episodios                          |
| 2010        | Burn Notice                  | Coleman                  | episodio "Good Intentions"            |
| 2009        | Castle                       | John Knox                | episodio "Love Me Dead"               |
| 2009        | Dark Blue                    | Tommy Franco             | episodio "Ice"                        |
| 2008        | Bones                        | Anton Deluca             | episodio "The Skull in the Sculpture" |
| 2008        | NCIS                         | Angente Brent Langer     | 2 episodios                           |
| 2008        | Moonlight                    | Jackson Monaghan         | episodio "Sonata"                     |
| 2007        | The Sopranos                 | Michael                  | episodio "Stage 5"                    |
| 2006        | Law & Order: Criminal Intent | Jack McCaskin            | episodio "True Love"                  |
| 2006        | Windfall                     | Dave Park                | 8 episodios                           |
| 2006        | Brothers & Sisters           | Bryan March              | episodio "Unaired Pilot"              |
| 2001 - 2004 | The District                 | Det. Kevin Debreno       | 66 episodios                          |
| 2002        | The Agency                   | Det. Kevin Debreno       | episodio "Doublecrossover"            |
| 1998 - 2001 | Seven Days                   | Teniente Frank Parker    | 66 episodios                          |
| 1998        | Law & Order                  | Frank Russo              | episodio "Grief"                      |
| 1996 - 1997 | New York Undercover          | Det. Tommy McNamara      | 26 episodios                          |

### Películas
| Año  | Título                | Personaje               | Notas |
| ---- | --------------------- | ----------------------- | --- |
| 2014 | The Reckoning         | Det. Robbie Green       | junto a Viva Bianca, Hanna Mangan-Lawrence, Luke Hemsworth & Alex Williams                               |
| 2013 | Pioneer               | Ronald                  | junto a Wes Bentley, Stephen Lang & Aksel Hennie                                                         |
| 2011 | The Hit List          | Det. Neil McKay         | junto a Cuba Gooding Jr., Cole Hauser, Ginny Weirick, Drew Waters, Sean Cook & Michael Papajohn          |
| 2011 | Final Sale            | Dolan                   | junto a Laura Harris, Ivan Sergei, Kaitlin Doubleday, Daniel Roebuck & Robert Carradine                  |
| 2008 | A Beautiful Life      | Vince                   | junto a Dana Delany, Debi Mazar, Rena Owen, Walter Perez & Ronnie Blevins                                |
| 2008 | Jack Rio              | Devon Russel            | junto a Matthew Borlenghi, Mary Kate Schellhardt, Sean Kanan, James Patrick Stuart & Brian Krause        |
| 2007 | Gryphon               | Príncipe Seth de Delphi | junto a Larry Drake, Amber Benson, Andrew Pleavin, Douglas Roberts, Sarah Douglas & Amy Gillespie        |
| 2004 | The Dead Will Tell    | Billy Hytner            | junto a Anne Heche, Kathleen Quinlan, Chris Sarandon, Eva Longoria, David Andrews & Kate Jennings Grant  |
| 2004 | Plain Truth           | Cooper                  | junto a Mariska Hargitay, Alison Pill, Jan Niklas, Kate Trotter & Alec McClure                           |
| 2000 | Under Hellgate Bridge | Vincent                 | junto a Michael Rodrick, Frank Vincent, Jordan Bayne, Brian Kelly, Dominic Chianese & Vincent Pastore    |
| 1998 | Inferno               | Eddie                   | junto a James Remar, Stephanie Niznik, Daniel von Bargen, Anthony Starke, Kathryn Morris & Fredric Lehne |
| 1998 | Origin of the Species | Stan                    | junto a Elon Gold, Jean Louisa Kelly, Michael Kelly, Amanda Peet & Sybil Temtchine                       |
| 1997 | Deconstructing Harry  | Asistente de Cámara     | junto a Judy Davis, Julia Louis-Dreyfus, Dan Frazer, Jane Hoffman, Woody Allen & Tobey Maguire           |

### Director
| Año  | Serie        | Notas                                       |
| ---- | ------------ | ------------------------------------------- |
| 2004 | The District | director - episodio "The Black Widow Maker" |

### Teatro
| Año  | Obra            | Personaje | Director | Teatro          | Notas |
| ---- | --------------- | --------- | -------- | --------------- | ----- |
| 2008 | Abigail's Party | -         | -        | Odyssey Theatre | -     |

## Premios y nominaciones
| Año  | Categoría                             | Premio       | Serie      | Resultado |
| ---- | ------------------------------------- | ------------ | ---------- | --------- |
| 2012 | Best Lead Actor in a Television Drama | AACTA Award  | The Slap   | Nominado  |
| 1999 | Best Genre TV Actor                   | Saturn Award | Seven Days | Nominado  |